# بت کین
بِت کِین (به انگلیسی: Bette Kane) یک شخصیت خیالی ابرقهرمان در کتاب‌های کامیک آمریکایی منتشر شده توسط دی‌سی کامیکس است. او یکی از چندین شخصیت دنیای دی‌سی به‌شمار می‌رود که در دهه ۱۹۶۰، عنوان بت‌گرل را یدک می‌کشید. نام او بعدها به بت کین تغییر یافت و نقش فِلیم‌برد را بر عهده گرفت. این شخصیت توسط بیل فینگر و شلدون مولداف خلق شده‌است، که برای اولین بار به عنوان بت‌گرل در شمارهٔ ۱۳۹ از مجموعه کمیک بتمن (آوریل ۱۹۶۱) معرفی شد. بت کین به عنوان شخصیت بت‌گرل پیش از بحران، و خواهرزاده کتی کین (بت‌ومن) محسوب می‌شود. او بعدها در مجموعه کتاب کمیک بازراه‌اندازی شده نیو ۵۲، هویت خود را به اسم رمز هاوک‌فایر تغییر داد.